# Oreocharis cordatula
Oreocharis cordatula là một loài thực vật có hoa trong họ Tai voi. Loài này được (Craib) Pellegr. mô tả khoa học đầu tiên năm 1925.